# Гайдамацкое (Днепропетровская область)
Гайдамацкое (укр. Гайдамацьке, до 2016 года — Червоный Яр) — село, Привольненский сельский совет, Солонянский район, Днепропетровская область, Украина.
Код КОАТУУ — 1225086009. Население по переписи 2001 года составляло 222 человека.

## Географическое положение
Село Гайдамацкое находится на берегу безымянного пересыхающего ручья, вдоль которого вытянуто на 4 км, ниже по течению на расстоянии в 3 км расположено село Маяк. На расстоянии в 1,5 км расположено село Малиновка.